# Средно училище „Панайот Волов“ (Шумен)
Средно училище „Панайот Волов“ е гимназия в град Шумен, разположена на адрес: улица „Съединение“ № 100 в жилищен комплекс „Райски кът“. Чества своя празник на 22 ноември. Директор на училището е Росина Инджева.

## История
Средно училище „Панайот Волов“ води началото си от създаденото през 1848 година Класно училище, преобразувано по-късно в Педагогическо училище и Шуменската мъжка гимназия „Васил Друмев“. Заради разрастването на гимназията, през 1943 година от нея е отделена Втора мъжка гимназия „Панайот Волов“.
Свой отпечатък в новата история на СУ „Панайот Волов“ оставят и световноизвестната оперна певица Александрина Милчева, цигуларката Гинка Гичкова, основателят на българската държавна консерватория – Стефан Анастасов; естрадният композитор Димитър Бояджиев; известните цигулари Веселин и Борис Спирови, магът Астор; поетът Борислав Геронтиев – редактор в БНТ;
диригентката Венета Вичева; ректорът на ШУ „Еп. К. Преславски“ – проф. Добрин Добрев; кметът на община Шумен Веселин Златев и много други, разнесли славата на родното училище далеч зад пределите на Родината.
Ние, техните приемници, чертаем нови пътища, съизмерими с времето, в което живеем, готови да отговорим на потребностите на младите хора, съхранявайки традициите на първоучителите.
Днес в училището работят 64 висококвалифицирани учители, от които двама с първа, 27 с втора и 8 с трета ПКС и 8 учители с две висши образования. Факт, който сам по себе си говори за стабилна образователна подготовка на учениците. Обучението в СУ „Панайот Волов“ е подчинено на идеите на гражданското образование и насочено към иновации, демократизъм, хуманизъм и приобщаване към европейските ценности в най-положителния общочовешки смисъл.
СУ “Панайот Волов” е известно не само с качественото си образование, но и с изключителни личности, които остават в сърцата на учениците и колегите. Сред тях са легендарни преподаватели като госпожа Ганева, чието отдадено преподаване и грижа за учениците се помнят дълго. Господин Лаловски също е вдъхновение за поколения ученици със своя професионализъм и енергия.
Неизменно сред най-добрите по физика е Стилиян Стилянов, наричан с уважение “the reverse fade teacher” заради уникалния си подход към обучението, с който привлича вниманието и интереса на учениците.